# Mercedes-Benz SLR McLaren Stirling Moss
Mercedes-Benz SLR McLaren Stirling Moss – supersamochód klasy średniej wyprodukowany we współpracy niemieckiej firmy Mercedes-Benz i angielskiego McLarena w 2009 roku.

## Historia modelu

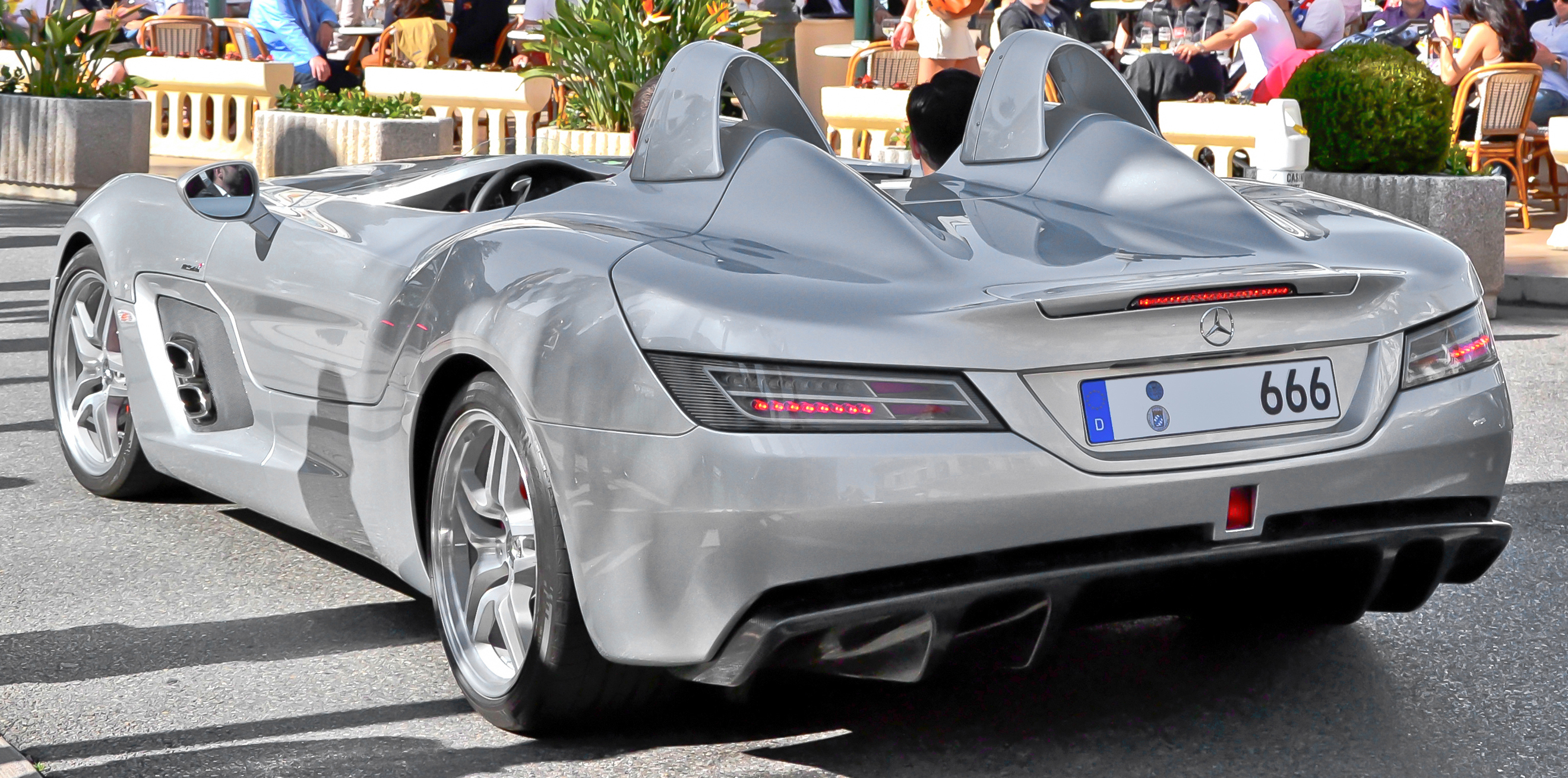
Mercedes-Benz SLR McLaren Stirling Moss - tył

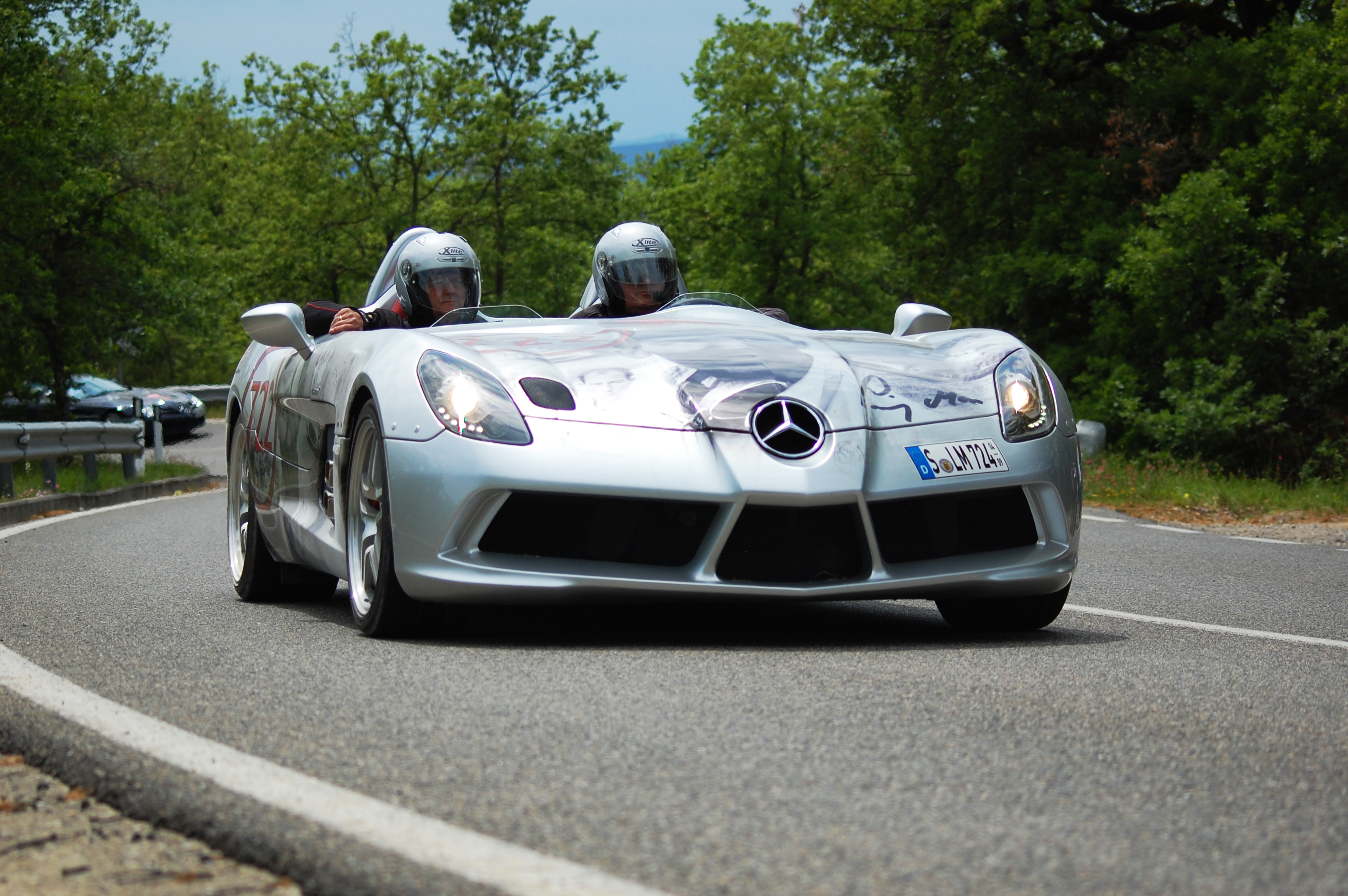
Mercedes-Benz SLR McLaren Stirling Moss w ruchu

W grudniu 2008 roku na miesiąc przed światową premierą w Detroit Mercedes-Benz przedstawił specjalny model mający być zwieńczeniem współpracy z brytyjskim McLarenem w postaci limitowanego roadstera SLR McLaren Stirling Moss. Konstrukcja pojazdu była hołdem dla słynnego kierowcy wyścigowego Stirlinga Mossa, który w modelu 300 SLR wygrał wyścig Mille Miglia w 1955 roku. Samochód powstał na bazie modelu SLR McLaren, zyskując jednakże całkowicie unikalny projekt nadwozia autorstwa południowokoreańskiego stylisty Yoona Il-huna.
Stylistyka samochodu wyróżniła się brakiem szyby czołowej, a także dachu, przeszklenia drzwi oraz smukłą, oszczędną linią nadwozia z zaakcentowanymi obudowami zagłówków. Dwuosobowa kabina pasażerska pokryta zamszem może zostać w połowie zakryta tak, aby poprawić opory powietrza podczas jazdy w pojedynkę. Dla zapewnienia optymalnej skuteczności podczas jazdy i hamowania w krętych drogach, samochód wyposażono także w duży dyfuzor oraz spojler o regulowanym stopniu nachylenia.
Do napędu wykorzystany został stosowany już w pokrewnym SLR McLarenie silnik V8 o pojemności 5,5 litra o zwiększonej mocy do 650 KM, umożliwiając przez to rozpędzenie się do 100 km/h w 3,5 sekundy i osiągnięcie prędkości maksymalnej 350 km/h.

### Sprzedaż
Mercedes-Benz SLR McLaren Stirling Moss powstał jako ściśle limitowany model wyprodukowany łącznie w serii ograniczonej do 75 egzemplarzy. Każdy z egzemplarzy został skierowany do osób, które już posiadały standardowy model SLR McLaren lub inne modele Mercedesa. Cena samochodu wyniosła 750 tysięcy euro za sztukę, a produkcja w brytyjskich zakładach McLarena wszystkich przewidzianych samochodów z tej serii odbywała się między czerwcem a grudniem 2009 roku.
Wyprzedane egzemplarze specjalnego SLR-a Stirling Moss po roku 2009 regularnie trafiają do sprzedaży na rynku wtórnym na aukcjach – m.in. w 2016 ze sprzedażą za kwotę 2,3 miliona euro, a także 2019 i 2020 roku.

### Dane techniczne
| Wersja             | Silnik:                       | Układ zasilania:   | Średnica × skok tłoka: | St. sprężania:     | Moc maksymalna:                    | Maks. moment obrotowy      | 0-100 km/h:        | V-max:             |                    |
| Silniki benzynowe: | Silniki benzynowe:            | Silniki benzynowe: | Silniki benzynowe:     | Silniki benzynowe: | Silniki benzynowe:                 | Silniki benzynowe:         | Silniki benzynowe: | Silniki benzynowe: | Silniki benzynowe: |
| ------------------ | ----------------------------- | ------------------ | ---------------------- | ------------------ | ---------------------------------- | -------------------------- | ------------------ | ------------------ | ------------------ |
| SLR Stirling Moss  | V8 5,4 l (5439 cm³), SOHC, SC | wtrysk             | 97,00 mm × 92,00 mm    | 9,0:1              | 650 KM (478 kW) przy 6500 obr./min | 820 N•m przy 4000 obr./min | 3,5 s              | 350 km/h           |                    |